# Das Dreimäderlhaus
Das Dreimäderlhaus és una opereta pastitx amb música de Franz Schubert, arranjada per l'hongarès Heinrich Berté (1857-1924) i llibret en alemany d'Alfred Maria Willner i Heinz Reichert. Està basada en la novel·la de l'any 1912, Schwammerl, escrita per Rudolf Hans Bartsch (1873–1952) –Schwammerl era un dels sobrenoms amb què els amics anomenaven Schubert–. Es va estrenar en el Raimundtheater de Viena el 15 de gener de 1916.
Existeixen diverses adaptacions en diverses llengües: en francès, Chanson d'amour, en una adaptació de Hugues Delorme i Léon Abric estrenada a París el 7 de maig de 1921; en anglès, Blossom Time (adaptació musical de Sigmund Romberg i llibret de Dorothy Donnelly estrenada a Broadway el 29 de setembre de 1921) i, també, Lilac Time (adaptació musical de G. H. Clutsam i llibret d'Adrian Ross estrenada a Londres el 1922). En castellà, s'estrenà més tard una adaptació amb el títol de La casa de las tres muchachas (1935) a càrrec de Pablo Sorozábal.
L'obra ofereix un relat de ficció sobre la vida romàntica de Schubert. Originalment, la partitura era en la seva major part de Berté, amb només una peça de Schubert, "Ungeduld" de cicle de La bella molinera), però els productors van exigir a Berté que apartés la seva partitura i realitzés un pastitx de la música de Schubert.
La producció original es va estrenar en el Raimundtheater de Viena el 15 de gener de 1916 i va aconseguir més de 650 representacions en la seva primera temporada a Àustria i uns centenars més a Alemanya, seguida per moltes reposicions reeixides. Protagonitzada per Fritz Schrödter com a Schubert i Anny Rainer com a Hannerl. Schrödter ja tenia 60 anys el 1916. En 1886 havia cantat el paper del "Príncep del Cant" (Schubert) en l'opereta de Franz von Suppé sobre Schubert. L'opereta va tenir una seqüela titulada Hannerl. Estrenada durant la Primera Guerra Mundial, la popularitat de l'opereta es va veure alimentada pel gust del públic cap a la nostàlgia, gaudint d'una història antiquada i sentimental i de la música familiar de Schubert.